# Bóng quần tại Đại hội Thể thao Đông Nam Á 2001
Bóng quần tại Đại hội Thể thao Đông Nam Á năm 2001 được tổ chức từ ngày 10 đến 16 tháng 9 năm 2001 tại Bukit Dumbar Squash Centre, bang Penang, Malaysia. Giải đấu gồm nội dung cá nhân và đồng đội dành cho cả nam và nữ, với tổng cộng 39 vận động viên đến từ 5 quốc gia. 
Chủ nhà Malaysia thống trị môn thể thao này khi giành trọn 4 huy chương vàng, đứng nhất toàn đoàn.

## Tóm tắt kết quả
| Nội dung     | Vàng                                                                              | Bạc                                                                          | Đồng                                                                                              |
| ------------ | --------------------------------------------------------------------------------- | ---------------------------------------------------------------------------- | ------------------------------------------------------------------------------------------------- |
| Đồng đội nam | Malaysia (MAS) · Kenneth Low · Mohammad Azlan Iskandar · Yap Kok Four · Kelvin Ho | Singapore (SIN) · Mohammad Rizal Kadir · Peter Hill · Dermadi Adi · Joel Ong | Thái Lan (THA) · Chatchawin Tangjaitrong · Poowis Poonsiri · Apirom Na Nakorn · Loius Boonsinsukh |
| Đồng đội nam | Malaysia (MAS) · Kenneth Low · Mohammad Azlan Iskandar · Yap Kok Four · Kelvin Ho | Singapore (SIN) · Mohammad Rizal Kadir · Peter Hill · Dermadi Adi · Joel Ong | Philippines (PHI) · Edgar Ballebar · Arnel Begornia · Ricky Espinola · Joboy Antipala             |
| Đồng đội nữ  | Malaysia (MAS) · Nicol David · Sharon Wee · Tricia Chuah · Sally Looi             | Singapore (SIN) · Della Lee · Joannah Yue · Serene Lee · Vicky He            | Indonesia (INA) · Juwita Rossaly Mokalu · Sri Utaminingsih · Fenny Louisa Mokalu · Diane Putri    |
| Đồng đội nữ  | Malaysia (MAS) · Nicol David · Sharon Wee · Tricia Chuah · Sally Looi             | Singapore (SIN) · Della Lee · Joannah Yue · Serene Lee · Vicky He            | Thái Lan (THA) · Jitra C. · Sopahpen G. · Sansanee T.                                             |
| Đơn nam      | Mohammad Azlan Iskandar · Malaysia                                                | Kenneth Low · Malaysia                                                       | Mohammad Rizal Kadir · Singapore                                                                  |
| Đơn nam      | Mohammad Azlan Iskandar · Malaysia                                                | Kenneth Low · Malaysia                                                       | Nuryanto · Indonesia                                                                              |
| Đơn nữ       | Nicol David · Malaysia                                                            | Sharon Wee · Malaysia                                                        | Della Lee · Singapore                                                                             |
| Đơn nữ       | Nicol David · Malaysia                                                            | Sharon Wee · Malaysia                                                        | Joannah Yue · Singapore                                                                           |

## Bảng huy chương
| Hạng               | Đoàn               | Vàng | Bạc | Đồng | Tổng số |
| ------------------ | ------------------ | ---- | --- | ---- | ------- |
| 1                  | Malaysia (MAS)     | 4    | 2   | 0    | 6       |
| 2                  | Singapore (SIN)    | 0    | 2   | 3    | 5       |
| 3                  | Indonesia (INA)    | 0    | 0   | 2    | 2       |
| 3                  | Thái Lan (THA)     | 0    | 0   | 2    | 2       |
| 5                  | Philippines (PHI)  | 0    | 0   | 1    | 1       |
| Tổng số (5 đơn vị) | Tổng số (5 đơn vị) | 4    | 4   | 8    | 16      |